# Parco Lambro
Il Parco Lambro è uno dei più grandi della città di Milano. Per anni, coi suoi oltre novecentomila metri quadrati, è stato il maggiore in assoluto, ma oggi il comune ne dichiara una superficie minore, tenendo conto di quanto perduto negli anni con la costruzione della tangenziale e l'ampliamento e la sistemazione del cimitero di Lambrate. È situato a nordest della città, nel Municipio 3, e confina con il territorio di Segrate. La sua caratteristica principale è l'omonimo fiume che lo attraversa e ne traccia l'andamento.

## Storia
Il progetto di Enrico Casiraghi si poneva l'obiettivo di riprodurre una sintesi del tipico paesaggio lombardo, dalla collina alla pianura ricca di acque e dalla vegetazione tipica dei diversi ambienti: la collina con le valli e due piccoli laghi, la pianura intersecata dal fiume e da innumerevoli rogge immissarie ed emissarie; boschi di querce e carpini bianchi, salici lungo le sponde, cascine con prati irrigui e arativi. Purtroppo del parco originale rimane molto poco, perché molti alberi furono tagliati per ricavarne legna da ardere, durante la guerra, e ripiantati in seguito con una piantumazione non selettiva.
È nota la storia dell'inquinamento del fiume, dagli anni settanta in avanti, con le acque "biologicamente morte", di colore variabile a seconda degli scarichi, perennemente ricoperte di schiume dense e maleodoranti. Anche i caratteristici laghetti alimentati dalla fitta rete di rogge sono stati prosciugati a causa dell'inquinamento chimico da molti anni. A tutto ciò si sommarono gli effetti dell'incuria e dell'abbandono e persino della compromissione dell'ordine pubblico, con prostituzione, spaccio e consumo di droga.

### I festival del proletariato giovanile
Nel 1974, 1975 (a partire dal 29 maggio) e nel 1976 (26-30 giugno) si svolsero al Parco Lambro le uniche tre edizioni del Festival del proletariato giovanile, organizzato dalla rivista Re Nudo: era la più importante manifestazione musicale e controculturale italiana dell'epoca. Nell'ultima edizione venne registrato l'album live Parco Lambro.

## Le cinque cascine
Le cascine ricomprese nell'area del parco sono cinque: cascina San Gregorio Vecchio, cascina Mulino Torrette, cascina Cassinetta San Gregorio, Cascina Biblioteca e cascina Mulino San Gregorio. Solo la prima, situata in viale Turchia, è ancora attiva come azienda agricola, con seminativi e aree a foraggio che rammentano le tradizionali marcite, mentre gli edifici (nuclei abitativi, stalle e fienili) sorgono attorno ad una corte quadrata; puntando in particolare su queste attività, il comune ha promosso una campagna per rilanciare il ruolo di succursale campestre dell'intero parco nei confronti della città.
In via Marotta, si trova la seconda cascina, completamente ristrutturata, che è diventata la sede di Exodus e che ha conservato le ruote a pale e le macine dell'antico mulino. Nella stessa via si trovano altri due edifici radicalmente ristrutturati e appartenenti alla cascina Cassinetta San Gregorio. La Cascina Biblioteca in via Casoria, che è stata in attività fino agli anni settanta, è diventata la sede di una comunità per disabili, mentre la cascina Mulino San Gregorio, in via van Gogh, ospita le guardie ecologiche volontarie (GEV).

## Flora e attrezzature

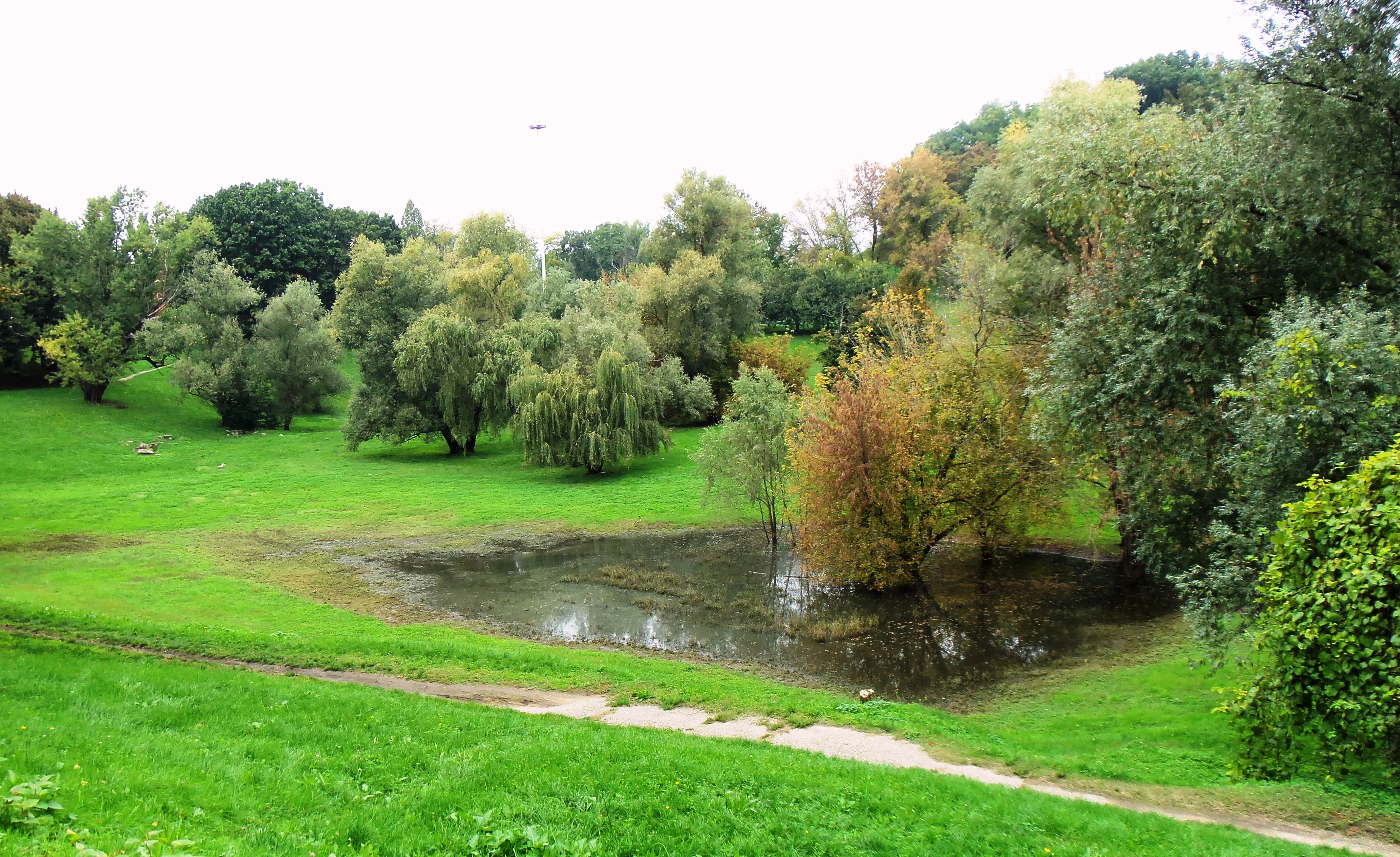
Parco Lambro: salici piangenti nell'avvallamento che ospitava un laghetto

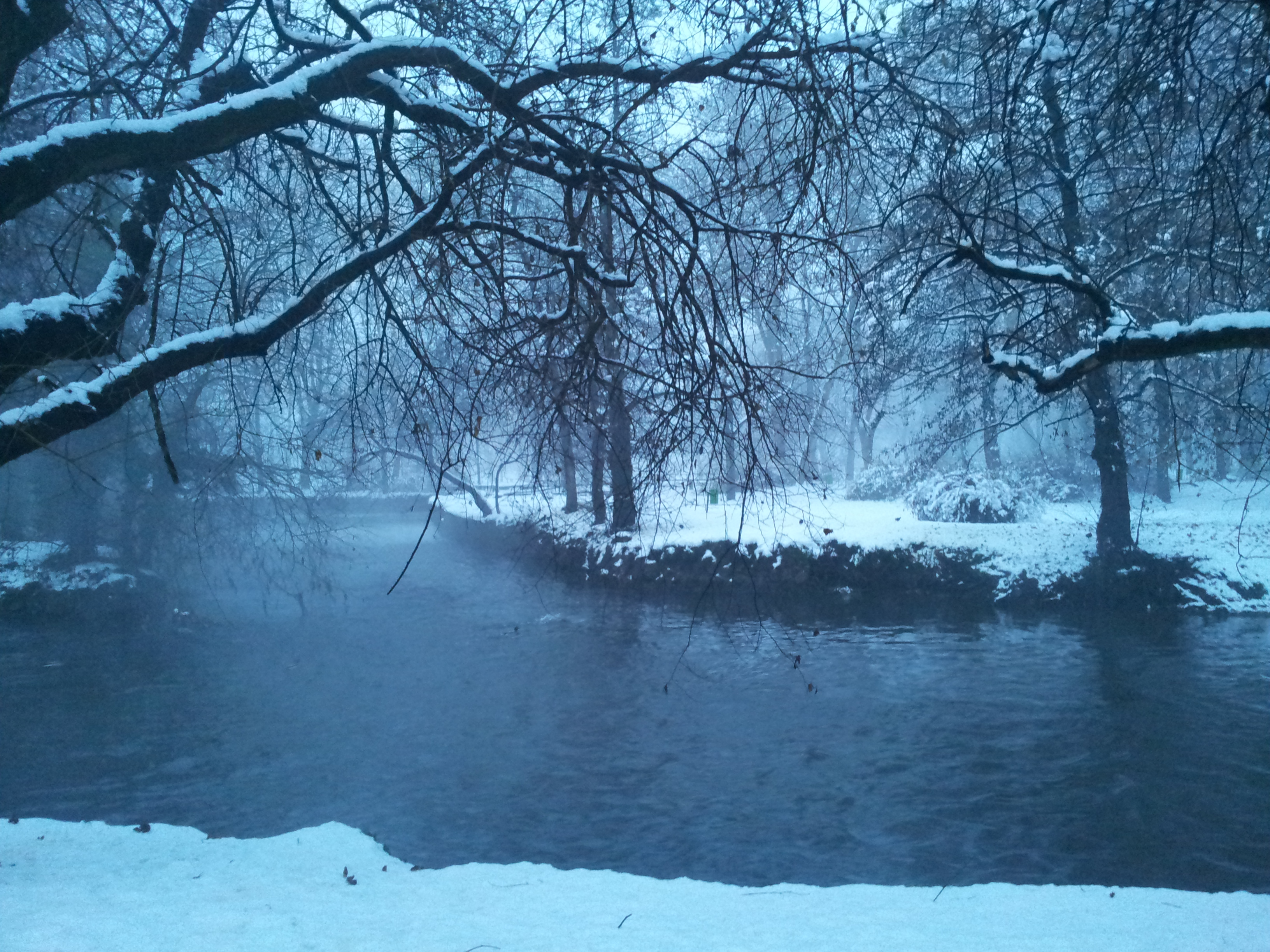
Parco Lambro innevato. Dicembre 2012

Nella vasta estensione del parco, sono molte le specie arboree presenti. Tra le tante, segnaliamo la robinia e la sofora, albero dei tulipani, il mirabolano a foglia rossa, il ciliegio da fiore giapponese, il cipresso calvo, faggio, il ginkgo, l'ippocastano, lo storace americano, il noce nero d’America, alcune varietà di olmo, pioppo cipressino e pioppo nero, platani, querce, il tiglio, il bagolaro e il salice piangente.
I viali del parco superano lo sviluppo di quattro chilometri. Una parte è dedicata anche alla viabilità ordinaria che viene parzialmente limitata nei giorni festivi. Esistono due aree attrezzate per il gioco dei bambini, una pista di skateboard e campi da calcio.
Il 12 aprile 2014 è stato istituito il primo campo di rugby a fruizione libera e gratuita a chiunque, è stato intitolato per decisione comunale a Cesare Ghezzi, in quanto “promotore del rugby per ragazzi”; l'inaugurazione è stata presieduta dal sindaco Giuliano Pisapia.